# Paphinia hirtzii
Paphinia hirtzii är en orkidéart som beskrevs av Dodson. Paphinia hirtzii ingår i släktet Paphinia och familjen orkidéer.
Artens utbredningsområde är Ecuador. Inga underarter finns listade i Catalogue of Life.